# Dumb Loud Hollow Twang Deluxe
Dumb Loud Hollow Twang Deluxe je četvrti studijski album hrvatske skupine, The Bambi Molesters, objavljen 2003. godine. 

## Pozadina
Dumb Loud Hollow Twang Deluxe je reizdanje njihovog prvog studijskog albuma iz 1998., Dumb Loud Hollow Twang, s izmijenjenim aranžmanima. Na albumu se pojavljuju i četiri potpuno nove pjesme. Na pjesmi, "Restless", vokalno gostuje Chris Eckman.

## Popis pjesama
| 1.    | »Wanganui«                                 | Dalibor Pavičić, Dinko Tomljanović | 2:03 |
| 2.    | »Hot Water Pool«                           | Pavičić, Tomljanović               | 1:48 |
| 3.    | »Restless« (ft. Chris Eckman)              | Johnny Kidd, Teddy Wadmore         | 2:44 |
| 4.    | »Pearl Divin'«                             | Pavičić, Tomljanović               | 4:12 |
| 5.    | »Point Break«                              | Pavičić, Tomljanović               | 4:29 |
| 6.    | »The Breeze and I«                         | Ernesto Lecuona                    | 3:39 |
| 7.    | »Margaya«                                  | Randy Holden                       | 2:33 |
| 8.    | »Big Time Action«                          | Pavičić, Tomljanović               | 2:25 |
| 9.    | »Beach Murder Mystery«                     | Pavičić, Tomljanović               | 2:23 |
| 10.   | »Sun Stroke«                               | Pavičić, Tomljanović               | 3:17 |
| 11.   | »Catatoyna«                                | Pavičić, Tomljanović               | 3:49 |
| 12.   | »Standing on the Nose in a Stylish Manner« | Pavičić, Tomljanović               | 2:05 |
| 13.   | »Coastal Disturbance«                      | Pavičić, Tomljanović               | 2:09 |
| 14.   | »Long Gun«                                 | Pavičić, Tomljanović               | 2:30 |
| 15.   | »Hawaii Joe«                               | Pavičić, Tomljanović               | 2:05 |
| 16.   | »Tremor«                                   | Pavičić, Tomljanović               | 2:45 |
| 17.   | »Landlocked«                               | Pavičić, Tomljanović               | 3:03 |
| 18.   | »Cecilia Ann«                              | The Surftones                      | 2:19 |
| 19.   | »Glider«                                   | Pavičić, Tomljanović               | 3:14 |
| 53:46 |                                            |                                    |      |

## Produkcija
- Davor Rocco – producent, mikser
- The Bambi Molesters – producenti, mikseri
- Davor Varga, Silvije Varga – izvršni producenti
- Ed Brooks – mastering
- Ivica Baričević – ilustracije
- Božesačuvaj – dizajn

The Bambi Molesters
- Dalibor Pavičić – gitara
- Dinko Tomljanović – gitara
- Lada Furlan – bas-gitara
- Hrvoje Zaborac – bubnjevi

Dodatni glazbenici
- Chris Eckman – vokali
- Oliver Ereš – saksofon
- Andrej Jakuš – truba
- Doris Karamatić – harfa
- Neven Frangeš – hammond, teremin, klavir